# Alter Jüdischer Friedhof (Bad Segeberg)

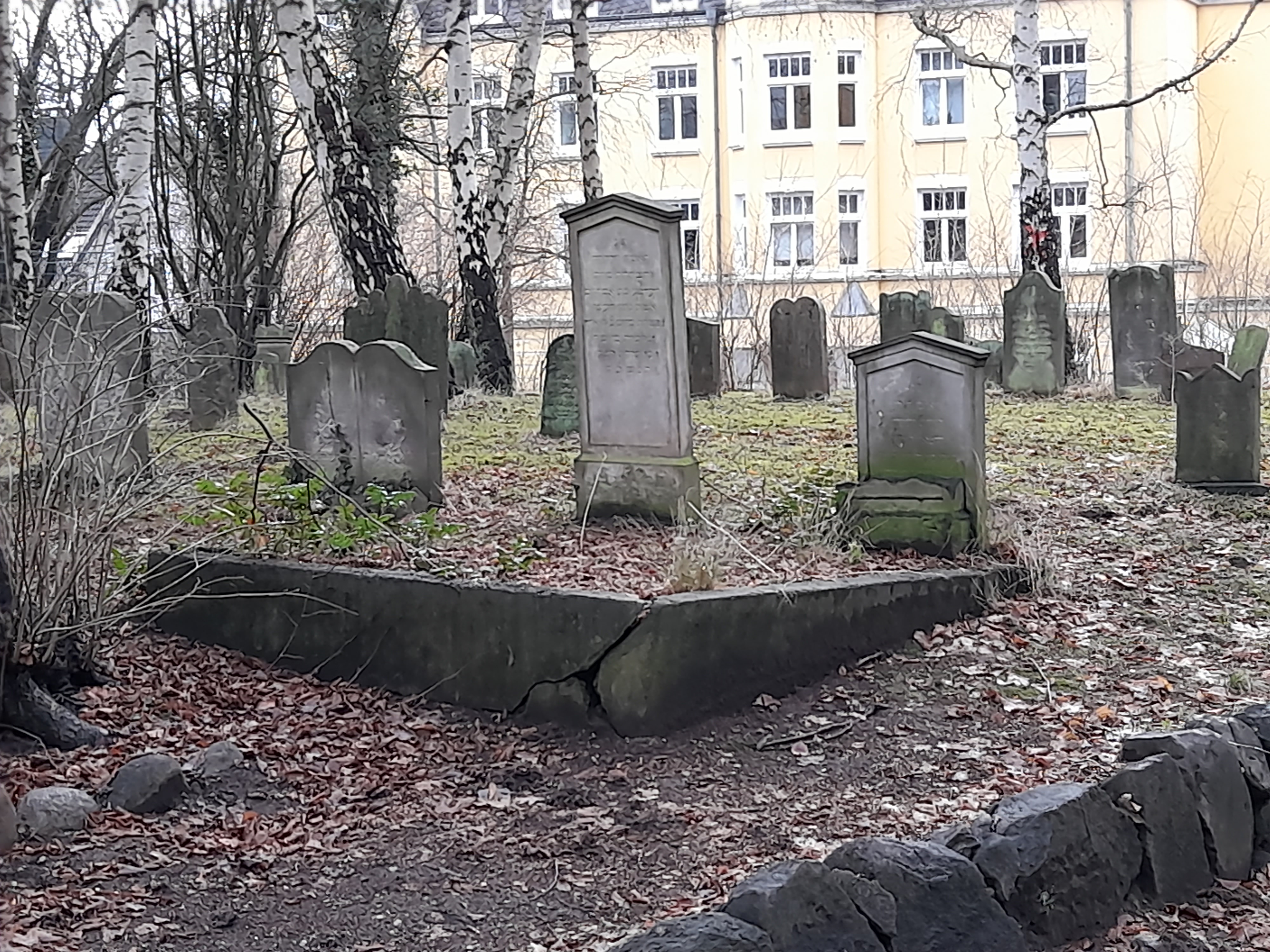
Blick über den Alten Friedhof mit stehenden Mazevot westwärts zur Kurhausstraße, 2021

Der Alte Jüdische Friedhof von Bad Segeberg liegt am Kurpark an der Kurhausstraße unmittelbar westlich der Segeberger Kliniken. Die örtliche Gemeinde legte ihn im 18. Jahrhundert an und nutzte ihn bis 1936. Seit 2002 existiert auch ein neuer jüdischer Friedhof.

## Geschichte
Erstmals lässt sich die Anwesenheit von Juden für das Jahr 1739 belegen. In der damals dänischen Stadt lebte seinerzeit ein Schutzjude mit seiner Familie. In den Folgejahren zogen weitere jüdische Familien in den Ort. Sie ließen ihre Toten auf dem Jüdischen Friedhof von Altona bestatten, da das näher gelegene Lübeck nicht wie Segeberg dem Juristiktionsbereich des Oberrabbiners von Altona unterstand. 1792 eröffnete die wohl im selben Jahr gegründete Gemeinde schließlich den Friedhof an der Kurhausstraße und gründete eine Chewra Kadischa. Die erste Beerdigung ist gesichert für das Jahr 1801 dokumentiert. Ob zuvor schon Bestattungen durchgeführt wurden, ist unklar.
Fortan fanden dort nahezu alle Bestattungen der örtlichen jüdischen Gemeinde statt. Während seiner Nutzung musste der Friedhof achtmal erweitert werden. Meist in bescheidenem Umfang. Die erste Erweiterung fand 1836 statt, weitere in den Jahren 1853, 1858, 1875, 1884, 1898/99, 1913 und zuletzt noch 1934. Auf dem Friedhof baute die Gemeinde 1875 ein Leichenhaus, 1933 gab es auf dem Friedhof 160 Grabstellen.
Nach 1933 wurde nur noch ein Gemeindeglied beigesetzt. Die Beerdigung von Luise Dorothea Johanna Goldstein im Jahre 1936 war die letzte auf dem alten Friedhof in Bad Segeberg. Ihre Beisetzung konnte nur mit Hilfe von in Neumünster lebenden Juden durchgeführt werden. Die Chewra Kadischa hatte sich unter nationalsozialistischem Druck bereits aufgelöst. In der Zeit des Nationalsozialismus wurde der Friedhof mehrfach geschändet. In diesen Jahren sollte die örtliche Hitlerjugend die Leichenhalle abreißen. Sie beschädigte das Gebäude schwer, konnte es aber nicht abbrechen. Bis 1945 blieben Mauerreste auf dem Friedhof erhalten. Die britische Besatzungsbehörde ließ die Reste nach Kriegsende sprengen und entfernen. Heute erinnert nichts mehr an das Gebäude. Von den Grabsteinen waren 1945 nur noch 55 erhalten.
2002 legte die im gleichen Jahr wiederentstandene jüdische Gemeinde innerhalb des Friedhofs Ihlwald eine neue Begräbnisstätte ein.